# Ghaith Yeferni
Ghaith Yeferni, né le 20 mai 1998, est un footballeur tunisien évoluant au poste de gardien de but.

## Biographie
Il commence sa carrière à l'académie du Club africain puis évolue avec toutes les catégories des jeunes pour rejoindre en 2016 l'équipe senior. Il remporte la coupe de Tunisie en 2018 en entrant sur le terrain à la 81e minute de jeu lors de la finale.

## Palmarès
- Vainqueur de la coupe de Tunisie en 2017 et 2018 avec le Club africain